# At War With Satan
At War with Satan is het derde full-length-muziekalbum van de Engelse metalband Venom en werd uitgebracht in april 1984.
De inspiratie tot het schrijven van het 20 minuten durende titelnummer kwam door het Rush-album 2112, één van zanger/bassist Cronos’ favoriete albums en de wens van de band een muzikaal statement af te geven. 

## Nummers
| Nr. | Titel             | Duur  |
| --- | ----------------- | ----- |
| 1.  | At War with Satan | 19:57 |

| Nr. | Titel                     | Duur |
| --- | ------------------------- | ---- |
| 1.  | Rip Ride                  | 3:09 |
| 2.  | Genocide                  | 2:59 |
| 3.  | Cry Wolf                  | 4:19 |
| 4.  | Stand Up (And Be Counted) | 3:32 |
| 5.  | Women, Leather and Hell   | 3:21 |
| 6.  | Aaaaaarrghh               | 2:25 |